# HV Андромеды
HV Андромеды (лат. HV Andromedae) — двойная новоподобная катаклизмическая переменная звезда (NL) в созвездии Андромеды на расстоянии (вычисленном из значения параллакса) приблизительно 5088 световых лет (около 1560 парсеков) от Солнца. Видимая звёздная величина звезды — от +16,7m до +15,2m. Орбитальный период — более 3 часов.

## Характеристики
Первый компонент — аккрецирующий белый карлик спектрального класса pec(e). Эффективная температура — около 9512 K.